# Miletus adeus
Miletus adeus är en fjärilsart som beskrevs av Hans Fruhstorfer 1913. Miletus adeus ingår i släktet Miletus och familjen juvelvingar. Inga underarter finns listade i Catalogue of Life.